# .wf
.wf là tên miền quốc gia cấp cao nhất (ccTLD) của Quần đảo Wallis và Futuna. Tên miền cấp cao nhất này hiện do AFNIC điều hành nhưng dịch vụ đăng ký đã bị ngưng lại.